# Oxalis bela-vitoriae
Oxalis bela-vitoriae là một loài thực vật có hoa trong họ Chua me đất. Loài này được Lourteig mô tả khoa học đầu tiên năm 1994.